# Ksar Aramd

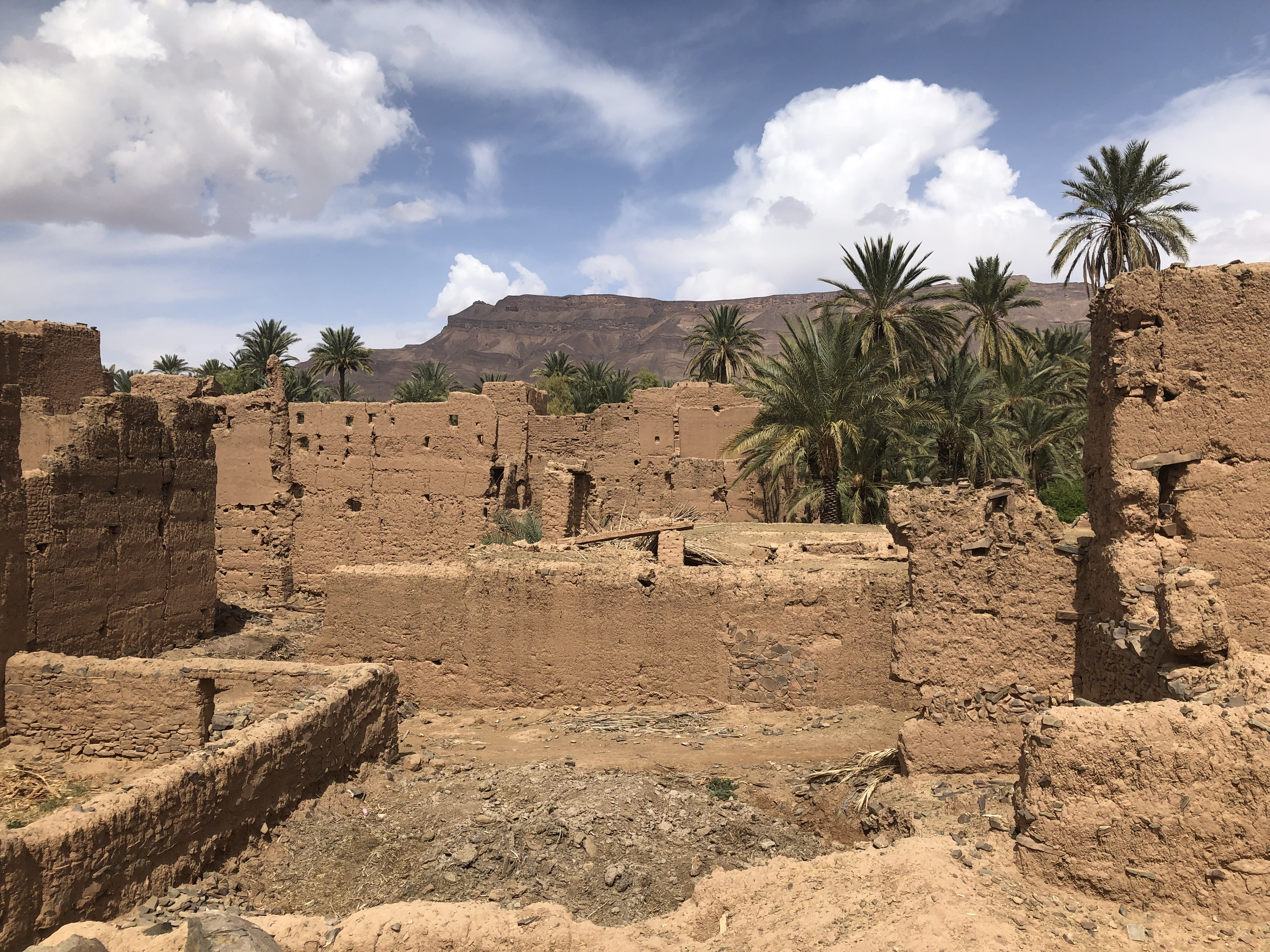
Ksar Aramd

Le ksar Aramd est un village fortifié dans la province de Zagora, région de Draa-Tafilalet au sud-est du Maroc.